# Кахраманмараш (ил)
Кахраманмараш (тур. Kahramanmaraş) — ил (провинция) на юге Турции, административный центр — город Кахраманмараш.

## География
Кахраманмараш — самая восточная провинция Средиземноморского региона Турции. Граничит с илами Османие, Адана, а также регионами Центральная Анатолия, Восточная Анатолия и Юго-Восточная Анатолия.

## История
Исторически провинция и ее центр известны как Мараш, в ней имеются древние поселения.
В 1973 года к названию города Мараш было прибавлено слово Kahraman (героический) в память победы турецких войск над Французским армянским легионом в 1920 году. Соответственно и провинция получила новое название Кахраманмараш.
6 февраля 2023 года стала одним из эпицентров мощного землетрясения, в результате которого в провинции обрушилось более 900 зданий, более 10 000 человек погибло.

## Население
Население провинции Кахраманмараш составляет 1 002 384 жителей (2009). Большинство составляют турки, также проживает большое количество беженцев из Сирии.

## Административное деление

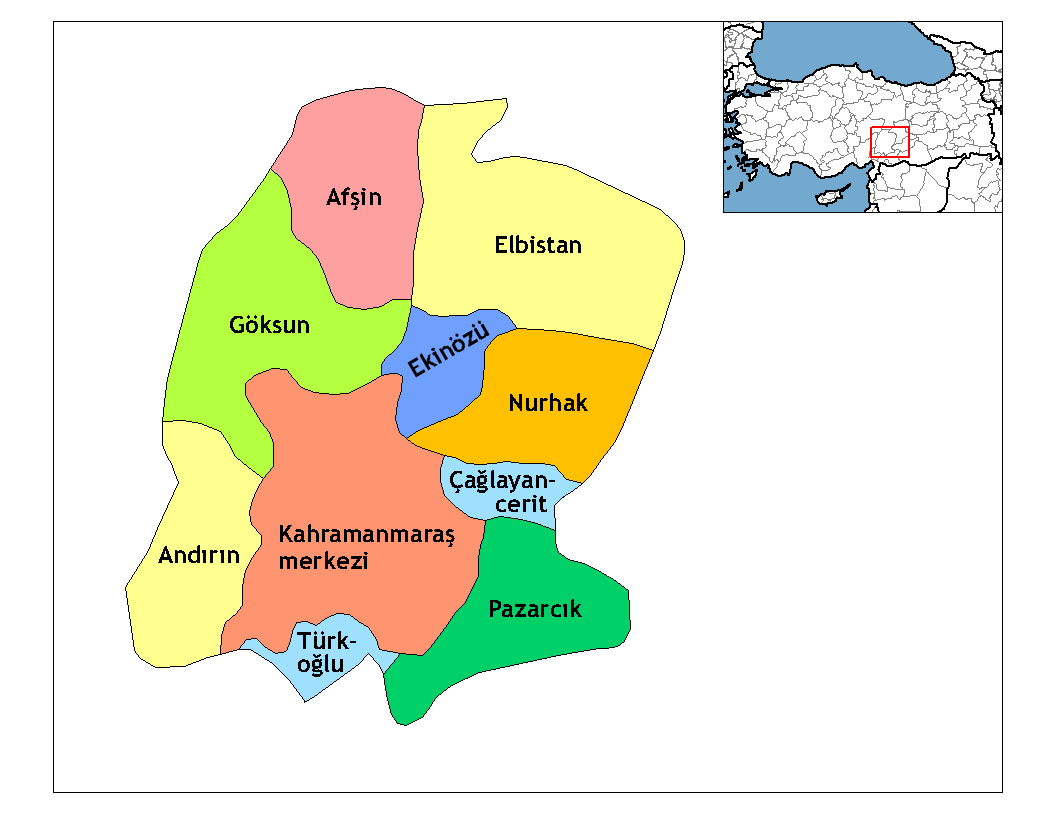

Административно ил делится на десять районов:
1. Афшин (Afşin)
2. Андырын (Andırın)
3. Чаглаянджерит (Çağlayancerit)
4. Экинёзю (Ekinözü)
5. Эльбистан (Elbistan)
6. Гёксун (Göksun)
7. Кахраманмараш (Kahramanmaraş)
8. Нурхак (Nurhak)
9. Пазарджык (Pazarcık)
10. Тюркоглу (Türkoğlu)

## Экономика
Мараш издавна был известен добычей золота. В настоящее время в регионе развивается текстильная промышленность.